# Utwe
La municipalità di Utwe (o Utwa) è una delle quattro divisioni amministrative dello stato di Kosrae, uno degli Stati Federati di Micronesia. Il territorio è composto da un settore dell'isola di Kosrae e conta 1 079 abitanti. Il principale centro abitato è Utwa Ma.

## Monumenti e luoghi d'interesse
- Parco marino Utwa-Walung, area protetta per la conservazione dell'ecosistema naturale e culturale dell'isola[1].
- Monte Finkol e cascata Sipyen.
- Rovine Menka: erano il sacro tempio di Sinlaku, la dea della natura e dell'albero del pane.